# تاثیر بودیسم در مسیحیت

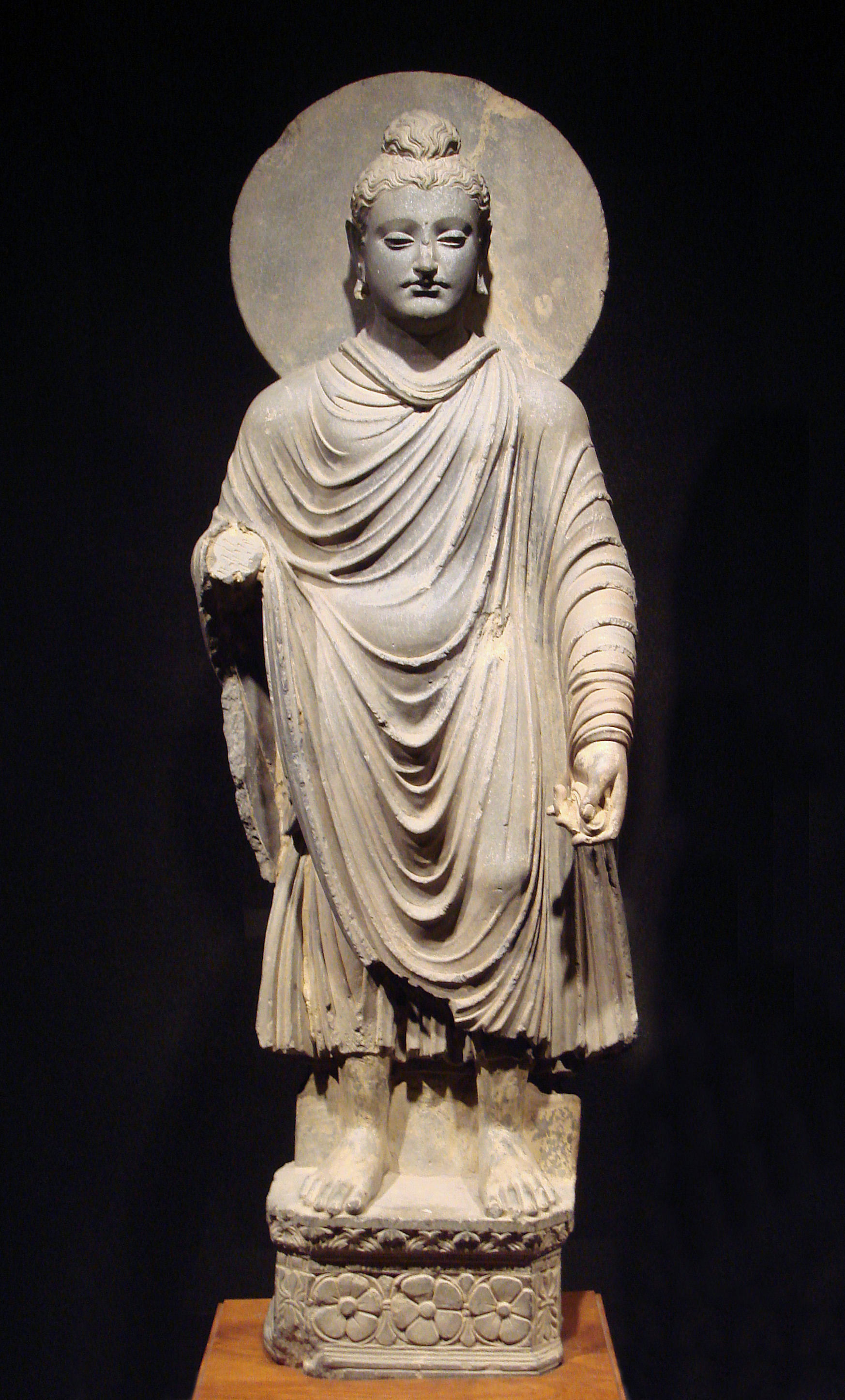
یک مجسمه یونانی-بودایی از سیدارتا گوتاما (بودا) که تبلیغ می‌کند. اعتقاد بر این است که یونانیان شیوه نمایش های تصویری بودا را معرفی کرد‌ه‌اند. (نگاه کنید به هنر یونانی-بودایی .)

بودیسم در جهان یونان پیش از مسیحیت از طریق کارزارهای اسکندر مقدونی (رجوع کنید به یونان-بودا و رهبانیت یونانی-بودایی ) شناخته شده بود، و چندین پدر برجسته مسیحی اولیه، از جمله کلمنت اسکندریه و سنت جروم، از بودا آگاه بودند. حتی در کارهایشان از او یاد می کنند.   با این حال، اکثر دانشمندان مدرنی که هم آیین بودا و هم مسیحیت را مطالعه کرده‌اند معتقدند که هیچ مدرک تاریخی مستقیمی درباره تأثیر بودیسم بر مسیحیت اولیه وجود ندارد.    دانشمندان عموماً چنین تأثیراتی را غیرقابل تصور می دانند ، زیرا بعید به نظر می رسد كه یهودیان قرن اول نسبت به مفاهیم خاور دور كه برخلاف برخی از عقاید اساسی آنها بود، باز بوده‌اند. 
برخی از مورخان مانند جری اچ بنتلی و ایلین پاگلز معتقدند که احتمال تأثیر آیین بودا در اوایل پیشرفت مسیحیت وجود دارد. 
همچنین پیشنهادهایی در مورد راهی غیرمستقیم ارائه شده است که در آن بودیسم هند ممکن است بر عرفان و سپس مسیحیت تأثیر گذاشته باشد.  برخی از محققان معتقدند که شباهت‌های پیشنهادی تصادفی است زیرا ممکن است سنت های موازی در فرهنگ‌های مختلف ظهور کند. 
با وجود پیشنهادهایی مبنی بر قیاسهای سطحی، آیین بودایی و مسیحیت در عمیق‌ترین سطوح، تفاوتهایی اساسی و بنیادی دارند، مانند جایگاه توحید در هسته اصلی مسیحیت و گرایش بودیسم به غیر خداباوری .  
در شرق، همتایی بین مسیحیت نسطوری و بودیسم در مسیر  جاده ابریشم عمیق و گسترده بود و به خصوص در قرون وسطی به کلیسای شرق در چین  مشهور بود.  همچنین اسناد تاریخی وجود دارد که ماهیت نسبی مسیحیت و آیین بودا در آسیا را نشان می دهد مانند Jesus Sutras و Nestleian Stele . 

## مسیحیت اولیه

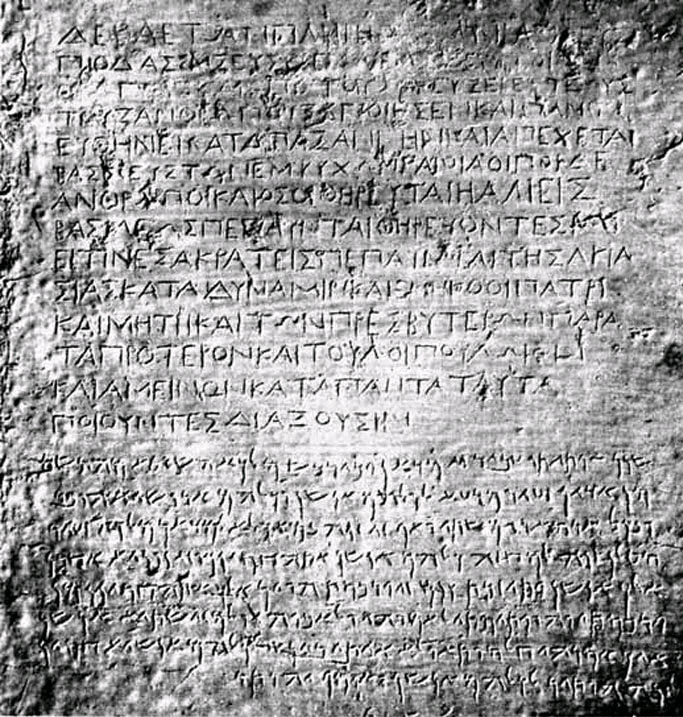
فرمان دو زبانه (یونانی و آرامی) قرن 3 قبل از میلاد توسط آشوکا ، پادشاه بودایی هند، رجوع کنید به احكام اشوكا، از قندهار. این مصوبه از تصویب "خداپسندی " با استفاده از اصطلاح یونانی Eusebeia برای دارما حمایت می کند. موزه کابل.

### پیشنهادات نفوذ
ویل دورانت، با اشاره به اینکه آشوكا امپراطور مبلغانی را نه تنها به جاهای دیگر هند و سریلانكا، بلكه به سوریه ، مصر و یونان اعزام كرد ، برای اولین بار در دهه 1930 حدس زد كه احتمالاً آنها در آماده سازی زمینه تعلیم مسیحی كمك كرده‌اند.  آیین بودا در جهان شرقی یونان ( یونانی-بودایی ) برجسته بود و به آیین رسمی پادشاهی جانشین یونان شرقی به امپراطوری اسکندر بزرگ ( پادشاهی یونان-باختریان (250 قبل از میلاد - 125 قبل از میلاد) و پادشاهی هند و یونان (180) تبدیل شد. قبل از میلاد - 10 سال م)). چندین مبلغ برجسته بودایی یونان ( Mahadharmaraksita و Dharmaraksita ) شناخته می شوند و پادشاه هند و یونان مناندر اول به آیین بودا گروید ، و به عنوان یکی از حامیان بزرگ بودیسم شناخته می شود. (به میلیندا پانها مراجعه کنید. ) برخی از مورخان جدید اظهار داشتند که نظم خانقاهی پیش از مسیحیت در مصر از Therapeutae احتمالاً تغییر شکل واژه Pali "Theravāda"  نوعی بودیسم است، و جنبش ممکن است "تقریباً به طور کامل کشیده شده باشد" ( الهام گرفته از تعالیم و اعمال زهد بودایی ".  آنها حتی ممکن است از فرزندان فرستادگان آسوکا در غرب باشند.  درست است که سنگ قبرهای بودایی مربوط به دوره بطلمیوسی نیز در اسکندریه در مصر پیدا شده است که با تصاویر چرخ دارما تزئین شده است و نشان می دهد بودایی ها در زمان آغاز مسیحیت در مصر یونانی زندگی می کردند.  حضور بوداییان در اسکندریه یکی از نویسندگان را به این نکته سوق داده است: "بعداً در همین مکان بود که برخی از فعالترین مراکز مسیحیت تأسیس شدند". پدر کلیسای اولیه کلمنت اسکندریه (درگذشت 215 میلادی) نیز از بودا آگاه بود و در Stromata (Bk I، Ch XV) خود نوشت: " ژیمناوزوفیست های هند نیز تعداد زیادی دارند و دیگر فیلسوفان بربر. و از این دسته دو کلاس وجود دارد ، بعضی از آنها Sarmanæ و بعضی دیگر Brahamins نامیده می شوند . و کسانی از Sarmanæ که "هیلوبی" نامیده می شوند ، نه در شهرها ساکن هستند و نه سقفی بر روی آنها قرار دارند ، بلکه در پوست درختان پوشیده شده ، از آجیل تغذیه می کنند و در دستان خود آب می نوشند. مانند کسانی که امروزه به آنها Encratites می گویند ، آنها نه ازدواج و نه بچه دار شدن را می دانند. برخی نیز از سرخپوستان احکام اطاعت بودا (Βούττα) آنها، در حساب از قداست فوق العاده خود، آنها را به افتخارهای الهی مطرح شده است. " 
نیکولاوس دمشقی، و دیگر نویسندگان باستان، نقل می‌کنند که در سال 13 میلادی، در زمان آگوستوس (درگذشت 14 پس از میلاد) ، وی در انطاکیه (نزدیک آنتاکیا امروزی در ترکیه کمی بیش از 300 مایلی اورشلیم) با سفارتخانه‌ای که نامه ای نوشته به یونانی از جنوب هند امپراتوری Pandya تحویل داده شد در حالی که سزار در جزیره ساموس بود. این سفارت را حکیمی همراهی کرد که بعداً ، برهنه ، مسح و راضی ، خود را در آتن سوزاند.  جزئیات کتیبه مقبره وی مشخص می کرد که وی یک شرامانا است ، "نام او زارمانوچگاس بود" ، وی یک بومی هند از بارگوسا بود و "طبق عادت کشورش خود را جاودانه کرد". کاسیوس دیو  و پلوتارک  به همین داستان استناد می کنند. مورخ جری ا. بنتلی (1993) خاطرنشان كرد: "این احتمال وجود دارد كه آیین بودا در اوایل پیشرفت مسیحیت تأثیر داشته باشد" و اینكه دانشمندان "توجهات بسیاری را به زمینه های تولد ، زندگی ، آموزه ها و مرگ بودا و عیسی جلب كرده اند". 
این پیشنهاد که یک مسیح بزرگسال  قبل از شروع رسالتش به هندوستان سفر کرده و تحت تأثیر آیین بودایی قرار گرفته است، اولین بار توسط نیکولاس نووتویچ در سال 1894 در کتاب زندگی ناشناخته عیسی مسیح مطرح شد که به طور گسترده‌ای منتشر شد و اساس نظریه های دیگر قرار گرفت.   نظریه نوتوویچ از ابتدا بحث برانگیز بود و مورد انتقاد گسترده ای قرار گرفت.   هنگامی که داستان وی توسط مورخان مورد بررسی مجدد قرار گرفت ، نوتوویچ اعتراف کرد که شواهد را جعل کرده است.  

### رد نفوذ

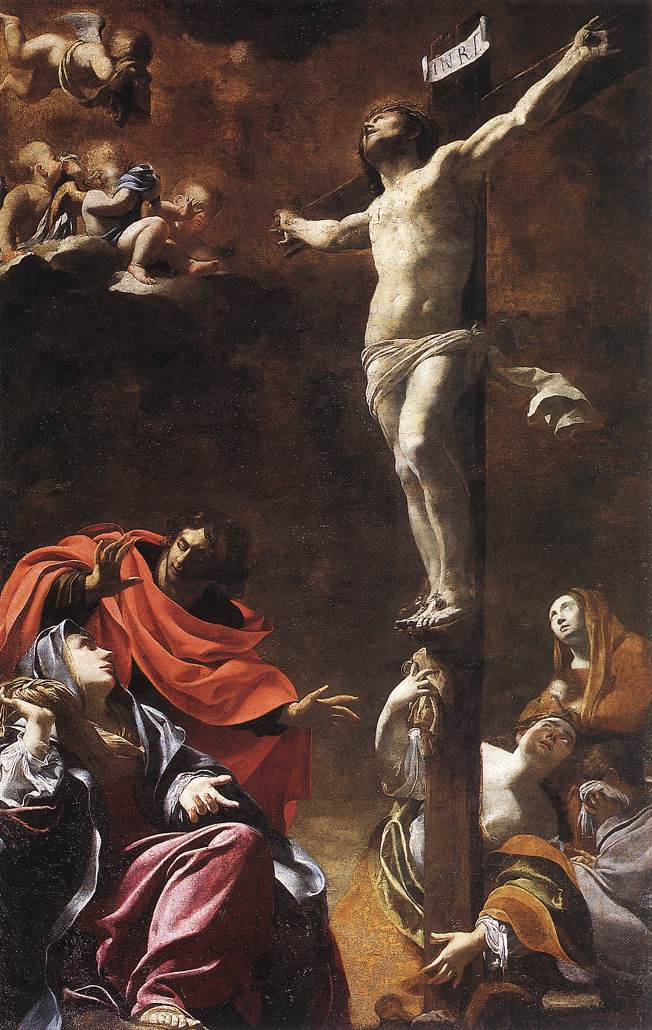
مصلوب شدن (1622) توسط سیمون ووت. کلیسای مسیح ، جنوا. مصلوب شدن مسیح در اعتقاد مسیحیان اساسی است.

بیشتر محققان بر این باورند که هیچ مدرک تاریخی مبنی بر تأثیر آیین بودایی بر مسیحیت وجود ندارد، پائولا فردریکسن اظهار داشت که هیچ کار علمی جدی منشأ مسیحیت را خارج از زمینه یهودیت فلسطین قرن 1 قرار نداده است.   لزلی هولدن اظهار داشت كه اگرچه موازین مدرن بین تعالیم عیسی و بودا ترسیم شده است ، اما این مقایسه ها پس از تماسهای تبلیغی در قرن نوزدهم پدیدار شده است و از نظر تاریخی هیچ شواهد موثقی از ارتباط بین بودیسم و مسیح وجود ندارد. 
علمای دیگر مانند ادی و بوید می‌گویند که هیچ شواهدی از یک تأثیر تاریخی توسط منابع در خارج بر روی نویسندگان عهد جدید وجود ندارد و بسیاری از دانشمندان باور دارند که نفوذ تاریخی از این نوع در مسیحیت به طور کامل غیر محتمل است با توجه به اینکه در قرن اول توحیدی گالیله یهودیان به آنچه آنها بعنوان داستانهای بت پرست می‌دیدند افکارشان باز نبوده است.   دائرة المعارف بودیسم Macmillan بیان می‌دارد که نظریه‌های تأثیر بودیسم بر اوایل مسیحیت فاقد پایه و اساس تاریخی است. 
فلسفه‌ مدرن هرگونه مبنای تاریخی سفر عیسی مسیح به هند یا تبت یا تأثیرات بین تعالیم مسیحیت و بودیسم را به طور کامل رد کرده و تلاش در نمادگرایی موازی را مواردی از موازی کاری دانسته است که در اهمیت شباهت‌ها بسیار بزرگ نمایی می‌کند.    

تصاویر نمادین اصلی این دو سنت، تفاوت ساختار اعتقادی آنها را تأیید می‌کند، زمانی که مرگ صلح آمیز گوتاما بودا در سنین پیری با تصویر خشن مصلوب شدن عیسی مسیح به عنوان قربانی داوطلبانه برای کفاره گناهان بشریت در تضاد به نظر می‌رسد.  دانشمندان بودایی مانند ماسائو آبه ، مرکزیت مصلوب شدن در مسیحیت را شکافی آشتی ناپذیر بین این دو سیستم اعتقادی می‌دانند.  

### پدران کلیسا

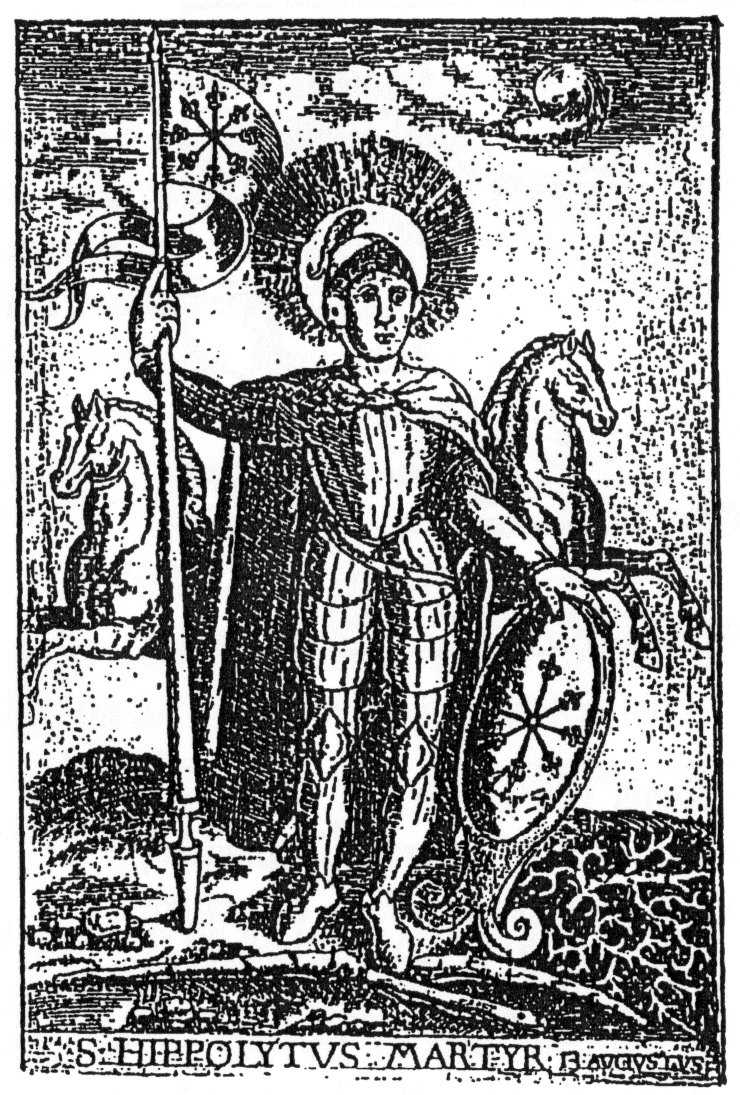
حکاکی قرن هفدهم هیپولیتوس

نویسندگان مسیحی اوایل قرن 3 و 4 مانند هیپولیتوس و اپی فانیوس درباره یك سكیتانیوس كه در حدود سال 50 میلادی به هند سفر كرد ، می نویسند، از آنجا كه وی "آموزه دو اصل" را آورد. ظاهراً شاگرد سکیتانوس ، تربینتوس خود را "بودا" معرفی کرد ("او خود را بودا می نامید" کوریل اورشلیمی ) و در یهودیه به خوبی شناخته شد و گفته شد که با حواریون گفتگو کرده و از تجارت خود با هند کتابهایی را برگردانده است. همین نویسنده می گوید كه كتابها و دانش وی تحت اختیار مانی قرار گرفت و پایه و اساس عقاید مانوی شد . 
سنت جروم (قرن چهارم میلادی) ذکر می کند که اعتقاد بوداییان در مورد به دنیا آمدن بودا از یک باکره به عنوان "نظر [...] به این مطلب اشاره دارد که بودا، بنیانگذار آیین آنها، از طریق یک باکره به دنیا آمده است"  (بودا ، طبق سنت بودایی، از لگن مادرش متولد شد).  گفته شده است که این افسانه تولد از باکره در بودیسم، بر مسیحیت تأثیر گذاشته است. 

### عرفان

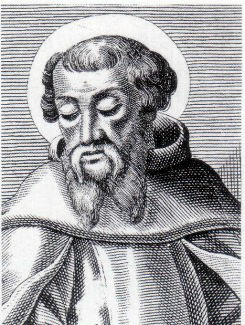
ایرنئوس از لیون برای توصیف بدعت ها اولین بار اصطلاح "عرفانی" را در قرن 2 به کار برد

عرفان شامل فرقه های کوچک مسیحی بود که در قرن های 2 و 5 وجود داشته و توسط مسیحیان جریان اصلی به عنوان بدعت گذار رد می‌شدند. تماس‌هایی بین گنوسی و هندی وجود داشته است، به عنوان مثال بار دایسان، متکلم عرفانی سوری، در قرن 3 مبادلات خود را با مأموریت های افراد مقدس از هند (به یونانی: Σαρμαναίοι، Sramanas) توصیف می‌کند‌، و از طریق سوریه به Elagabalus یا یک سلسله دیگر سوران امپراطور روم می روند. گزارشهای وی توسط پورفیری (De abstin.، iv، 17) و Stobaeus (Eccles.، iii، 56، 141) نقل شده است.
این امر باعث ایجاد پیشنهادهایی از سوی زكاریاس پ. تاندی شده است كه احتمالاً سنت بودایی بر عرفان و از این رو مسیحیت تأثیر گذاشته است.  تاندی همچنین تأثیرات احتمالی را از طریق فرقه یهودی Therapeutae در نظر گرفته است، كه به نظر او احتمالاً در قرن اول بودایی بوده اند. 
با این حال، عرفان توسط مسیحیان به شدت رد شد و س. 180 ایرنئوس در كتاب " در مورد كشف و سرنگونی به اصطلاح عارضه عرفان" كه عموماً در برابر بدعت‌ها خوانده می‌شود، علیه آنها به طور كامل نوشت.  در قرن سوم هندی‌‌های غیر مسیحی نیز توسط مسیحیانی که اعمال خود را محکوم می‌کردند، بدعتگذار قلمداد می‌شدند. 
ایلین پاگلز تحقیق در مورد تأثیر بودیسم بر عرفان را تشویق کرده است، اما او معتقد است که گرچه جذاب است، اما شواهد هر گونه نفوذی بی نتیجه است.   وی همچنین نتیجه گرفت که این موازات ممکن است تصادفی باشد زیرا سنتهای موازی ممکن است در فرهنگهای مختلف ظهور کند.  

## همچنین ببینید
- آیین بودا و مسیحیت
- بارلام و یوسفات
- عیسی سوترا
- نستوریان استل